# Concert public Olympia / Concert acoustique M6
Albums de France Gall
France
(1996) Pleyel
(2005)
Concert public Olympia / Concert acoustique M6 est un album live de France Gall sorti en 1997.

## Titres
| 1.  | La Groupie du pianiste                                            | 5:41 |
| 2.  | Laissez passer les rêves                                          | 7:01 |
| 3.  | Privée d'amour                                                    | 4:48 |
| 4.  | La Minute de silence                                              | 4:55 |
| 5.  | Les Uns contre les autres (extrait de l'opéra-rock Starmania)     | 5:51 |
| 6.  | La Légende de Jimmy (extrait de l'opéra-rock La Légende de Jimmy) | 3:39 |
| 7.  | Ella, elle l'a                                                    | 5:47 |
| 8.  | Lumière du jour                                                   | 4:58 |
| 9.  | Débranche                                                         | 5:00 |
| 10. | Mademoiselle Chang                                                | 7:16 |
| 11. | Plus haut                                                         | 5:15 |
| 12. | Message personnel                                                 | 5:01 |
| 13. | Résiste                                                           | 5:13 |
| 14. | À qui donner ce que j'ai ?                                        | 7:38 |

| 1.  | Tout pour la musique                               | 4:25 |
| 2.  | Ella, elle l'a                                     | 6:28 |
| 3.  | La Mamma (en duo avec Charles Aznavour)            | 4:56 |
| 4.  | Cézanne peint                                      | 4:25 |
| 5.  | Il jouait du piano debout                          | 3:50 |
| 6.  | La Déclaration d'amour                             | 4:17 |
| 7.  | Besoin d'amour (extrait de l'opéra-rock Starmania) | 8:19 |
| 8.  | Diego libre dans sa tête                           | 3:00 |
| 9.  | Évidemment                                         | 5:09 |
| 10. | Mais, aime-la                                      | 3:58 |
| 11. | Attends ou va-t'en                                 | 3:06 |
| 12. | C'est bon que tu sois là                           | 3:58 |
| 13. | Musique                                            | 4:01 |
| 14. | Viens je t'emmène                                  | 4:39 |

## Crédits

### Paroles et musique
- Michel Berger sauf :
  - Les Uns contre les autres : paroles de Luc Plamondon et musique de Michel Berger (extrait de l'opéra-rock Starmania)
  - La Légende de Jimmy : paroles de Luc Plamondon et musique de Michel Berger (extrait de l'opéra-rock La Légende de Jimmy)
  - Message personnel : paroles Françoise Hardy / Michel Berger et musique de Michel Berger
  - La Mamma : paroles de Robert Gall et musique de Charles Aznavour
  - Besoin d'amour : paroles de Luc Plamondon et musique de Michel Berger (extrait de l'opéra-rock Starmania)
  - Attends ou va-t'en : paroles et musique de Serge Gainsbourg

### Musiciens et autres artistes
- Batterie : Michael Bland
- Basse : « Sonny T. » Sonny Thompson (en)
- Claviers : David Sancious, Herman Jackson
- Guitares : Kamil Rustam, David Sancious
- Chœurs à l'Olympia : Keith John, Reggie Calloway
- Chœurs additionnels et danseurs à l'Olympia : Renaud et Thierry Bidjeck

### Productions des spectacles

#### Concert public Olympia
- Représentations du 5 novembre au 17 novembre 1996 à l'Olympia de Paris
- Conception artistique et musicale : France Gall
- Costumes : Philippe Forestier pour Marithé et François Girbaud
- Coiffeur-maquilleur : Nunzio Carbone
- Habilleuse : Karine van Acker
- Décors : Jean-Louis Berthet
- Lumières : Jacques Rouveyrollis
- Son salle : Manu Guiot
- Son retour : Alain Leduc
- Producteur : Gilbert Coullier
- Producteur exécutif : Yves Darondeau pour Bonne Pioche

#### Concert acoustique M6
- Présenté par Olivia Adriaco et enregistré le 22 mars 1997 à la TV-Cité de la Plaine Saint-Denis
- Conception artistique et musicale : France Gall
- Stylisme : Zazou Gruss
- Coiffeur-maquilleur : Nunzio Carbone
- Habilleuse : Karine van Acker
- Son salle : Stéphane Plisson
- Son retour : Stéphane Kijeck
- Producteur : M6
- Producteur exécutif : Yves Darondeau pour Bonne Pioche

### L'album
- Double CD WEA Music 0630-18833-2 paru le 24 avril 1997
- Photographies pochette : Murielle Bisson, Claude Gassian, Thierry Boccon-Gibod, Pierre Terrasson, Aurélie Vandenwegne
- Conception pochette : Nuit de Chine
- Éditions Apache France sauf :
  - Éditions CMBM : Laissez passer les rêves, Privée d'amour
  - Éditions Mondon / Apache France : Les Uns contre les autres, Besoin d'amour
  - Éditions Mondon / CMBM : La Légende de Jimmy
  - Éditions Musicales Djanik : La Mamma
  - Éditions Sidonie / Apache France : La Déclaration d'amour
  - Éditions Sidonie : Attends ou va-t'en

#### CD1 — Concert public Olympia
- Enregistré le 15 novembre 1996 à l'Olympia de Paris
- Prise de son : Nicolas Guarin avec le studio mobile Le Voyageur 3
- Réalisation et mixage : Bruck Dawit au studio Face B à Paris

#### CD2 — Concert acoustique M6
- Enregistré le 22 mars 1997 aux Studios de France à la Plaine Saint-Denis
- Prise de son : Bruck Dawit avec le studio mobile Le Voyageur 2
- Réalisation et mixage : Bruck Dawit au studio Face B à Paris

## Vidéo
- France Gall / Concert public Olympia a été filmé par Bernard Schmitt le 15 novembre 1996 et la vidéo est parue le 24 avril 1997 en VHS Warner Music Vision 0630-16687-3 (durée 110 min)
- France Gall / Concert acoustique M6 a été filmé par Stéphane Rybojad le 22 mars 1997 et a été télédiffusé dans la collection Concert Privé M6 le 26 avril 1997 à 22 h 35 (durée 83 min), mais aucune vidéo n'a été commercialisée.